# Nitro Records
Nitro Records es un sello discográfico estadounidense independiente creado por Dexter Holland (vocalista de The Offspring) y Greg K (bajista de The Offspring). Empezó a funcionar en 1995.

## Historia
El sello ha remasterizado y lanzado material antiguo de bandas clásicas del punk rock como TSOL o The Damned. Además, volvió a lanzar el álbum debut de The Offspring en 1995, seis años después de que la banda californiana lo lanzara con Nemesis Records. Sin embargo y pese a contar en su catálogo con bandas del peso de las anteriormente mencionadas, el mayor éxito de Nitro, hasta el momento, llegó con AFI, banda a la que fichó en 1996 como apuesta personal de Holland para lanzar su segundo disco, Very Proud of Ya. Un año más tarde, en abril de 1997 Nitro relanzó el álbum debut de AFI, Answer That and Stay Fashionable. La experiencia de AFI con Nitro finalizó en 2000 con The Art of Drowning, precisamente el álbum más exitoso de la banda durante su trayectoria en Nitro y que significó su primer hit importante gracias al sencillo "The Days of the Phoenix". Para el próximo trabajo la banda de Davey Havok firmaría por la multinacional DreamWorks Records.
Actualmente, Nitro trabaja con nuevas bandas de punk rock y está abriendo sus puertas a otros géneros como el screamo. La principal banda con la que cuenta el sello son los Aquabats, grupo californiano del que marchó Travis Barker para enrolarse en blink-182.
Nitro lanzó en 2002 un disco recopilatorio titulado Punkzilla, en el que se incluyen temas de bandas como AFI, The Offspring, TSOL, The Scandals, Divit, The Damned, Bodyjar, Rufio, Stavesacre, Ensign, Guttermouth, Original Sinners, Son of Sam y The Turbo AC's.

## Artistas Actuales
- A Wilhelm Scream
- Bullet Train To Vegas
- Crime in Stereo
- Enemy You
- Exene Cervenka and the Original Sinners
- Hit The Switch
- The Letters Organize
- Much The Same
- No Trigger
- theSTART

## Artistas Antiguos
- 30 Foot Fall
- AFI
- The Aquabats
- Bodyjar
- The Damned
- Divit
- Don't Look Down
- Ensign
- Guttermouth
- Jugg's Revenge (Formerly Jughead's Revenge)
- Lost City Angels
- The Offspring - para relanzar viejo material
- One Hit Wonder
- Rufio
- Sloppy Seconds
- Son of Sam
- Stavesacre
- TSOL
- The Turbo A.C.'s
- The Vandals